# SG Bonn/Rhöndorf
Die SG Bonn/Rhöndorf ist eine Basketball-Spielgemeinschaft aus Telekom Baskets Bonn und Dragons Rhöndorf, die in der U19 NBBL Nachwuchs-Basketball-Bundesliga Division Nordwest spielen. In der Spielzeit 2006/2007 haben sie den 3. Platz gewonnen. Auch 2007/2008 schaffte es das Team von Headcoach Pete Miller wieder ins Top 4 der NBBL. Musste sich dort aber dann mit dem vierten Platz zufriedengeben. Zur Saison 2008/2009 übernahm Eric Detlev das Amt des Headcoaches. Unter seiner Führung schaffte das Team erneut den Einzug in die Play-offs der NBBL. Dort unterlag man allerdings dem späteren Meister Alba Berlin mit 2:0. Für die Saison 2009/2010 wurde Jost Meiworm als neuer Headcoach benannt. Er ersetzt Eric Detlev, der Headcoach der SOBA Dragons Rhöndorf in der Pro B wird. Unterstützt wurde Jost Meiworm von Alex Dohms als Assistant-Coach. Nach einer soliden Saison 2009/2010 wurde erneut ein Wechsel auf dem Trainerposten vorgenommen. Jost Meiworm wurde neuer Co-Trainer der Dragons Rhöndorf. Mit Sascha Neubert kam ein neuer Trainer von den Köln 99ers für die NBBL Mannschaft. Trotz des Einzugs in die Play-offs, wurde zur Saison 2011/2012 erneut ein Wechsel auf der Trainerposition vorgenommen. Nachfolger von Sascha Neubert wurde der Co-Trainer der Telekom Baskets Bonn Peter Günschel.
Aufgrund des nicht verlängerten Vertrags von Peter Günschel bei den Telekom Baskets wurde zur Saison 2012/2013 mit Olaf Stolz der sechste Headcoach der NBBL-Mannschaft vorgestellt. Der ehemalige Headcoach der Dragons Rhöndorf wird ebenfalls als individueller Trainer den Spielern zur Seite stehen. Nach der erfolgreichen Qualifikation für eine weitere NBBL-Spielzeit im Sommer 2016 wurde Christian Mehrens neuer Headcoach der NBBL-Mannschaft des Team Bonn/Rhöndorf und folgte auf Olaf Stolz, der neue Aufgaben bei den Telekom Baskets Bonn übernahm.

## NBBL-Mannschaft 2016/2017
| Name              | Position | Geburtsjahr | Größe  | Gewicht | Nationalität |
| ----------------- | -------- | ----------- | ------ | ------- | ------------ |
| Leonard Cheng     | Guard    | 1998        | 1,85 m | 85 kg   | Deutschland  |
| Robin Dahl        | Forward  | 2000        | 1,94 m | 82 kg   | Deutschland  |
| Silas Engel       | Guard    | 1999        | 1,74 m | 66 kg   | Deutschland  |
| Jonas Falkenstein | Guard    | 2000        | 1,80 m | 70 kg   | Deutschland  |
| Patrick Max Fouhy | Forward  | 2000        | 1,95 m | 90 kg   | Deutschland  |
| Christoph Fresen  | Forward  | 1999        | 1,99 m | 82 kg   | Deutschland  |
| Anton Geretzki    | Forward  | 1998        | 2,00 m | 94 kg   | Deutschland  |
| Felix Jenn        | Guard    | 1998        | 1,73 m | 77 kg   | Deutschland  |
| Lars-Lucas Karp   | Forward  | 1998        | 1,93 m | 89 kg   | Deutschland  |
| Marc Klesper      | Guard    | 2000        | 1,84 m | 83 kg   | Deutschland  |
| Daniel Lindner    | Forward  | 2000        | 1,94 m | 90 kg   | Deutschland  |
| Goran Lojpur      | Forward  | 2000        | 1,96 m | 105 kg  | Deutschland  |
| Alexander Möller  | Center   | 1998        | 2,08 m | 105 kg  | Deutschland  |
| Nainoa Schmidt    | Guard    | 2000        | 1,90 m | 80 kg   | Deutschland  |
| Jonas Spychalski  | Guard    | 1998        | 1,89 m | 90 kg   | Deutschland  |
| Sebastian Staab   | Guard    | 1998        | 1,91 m | 78 kg   | Deutschland  |
| Jonan Stemplinger | Guard    | 1999        | 1,94 m | 80 kg   | Deutschland  |
| Joan Thiel        | Center   | 1999        | 1,99 m | 97 kg   | Deutschland  |
| Igor Uzelac       | Forward  | 1998        | 1,95 m | 98 kg   | Deutschland  |

- Headcoach: Christian Mehrens (seit 2016)
- Co-Trainer: Eiko Potthast
- Co-Trainer: Alex Sauer